# Etz Elektrotechnik + Automation
Etz Elektrotechnik und Automation (Eigenschreibweise: etz elektrotechnik & automation) ist eine deutsche Fachzeitschrift für Elektro- und Automatisierungstechnik aus Offenbach. Sie wird vom Verband der Elektrotechnik, Elektronik und Informationstechnik (VDE) im VDE-Verlag herausgegeben und enthält regelmäßig Informationen über alle gültigen elektrotechnischen Normen. Zielgruppen sind Ingenieure und Techniker, Versorgungswirtschaft und die elektrotechnische Industrie. Die Zeitschrift erscheint monatlich plus vier Sonderausgaben. Bis 2014 wurde zusätzlich viermal pro Jahr eine Ausgabe auf Russisch herausgegeben.

## Mitwirkende Organisationen
Die Zeitschrift ist Teil folgender Organisationen:
- Verband der Elektrotechnik, Elektronik und Informationstechnik
- VDI/VDE-Gesellschaft Mess- und Automatisierungstechnik
- Energietechnische Gesellschaft im VDE